# René Bour
Pour les articles homonymes, voir Bour.
René Bour (Montigny-lès-Metz, 28 novembre 1920 - Le Cannet, 7 avril 2010) est un historien régionaliste français. 

## Biographie
Issu d’une famille modeste, René Bour naît le 28 novembre 1920 à Montigny-lès-Metz. En 1938, il suit une formation à l’École normale d’instituteurs de Montigny-lès-Metz. L’Académie ayant été délocalisée dans le Poitou, à la suite de la déclaration de guerre en 1939, René Bour commence à écrire dans Le Libre Poitou en 1940. Licencié ès lettres et diplômé en histoire à l’université de Poitiers, il exerce des fonctions d’enseignement. De retour en Moselle fin 1944, il écrit bientôt des articles pour  Le Républicain lorrain dans les domaines de l’histoire économique et de la géographie. En 1950, il publie une première Histoire illustrée de Metz, ouvrage de référence qu’il actualisera régulièrement. René Bour a reçu les Palmes académiques et a été nommé chevalier de la Légion d’honneur. 

## Publications
- Histoire de Metz, Éditions Paul Even, Metz, 1950.
- L’Allemagne occidentale à la croisée des chemins, Académie nationale de Metz, 1956.
- Cent ans d’industrie mosellane. Un siècle de transformations économiques continues ont fait de la Moselle un des plus grands complexes industriels mondiaux, Académie nationale de Metz, 1959 (en ligne [PDF])
- L’historique de la canalisation de la Moselle, Académie nationale de Metz, 1956.
- Le déséquilibre économique du bassin lorrain et le plan d’action régionale, Académie nationale de Metz, 1960.
- La nouvelle industrialisation de la lorraine, Académie nationale de Metz, 1963.
- Pour une économie de conversion, Académie nationale de Metz, 1965.
- Histoire de la Banque populaire de Lorraine, Éd. Serpenoise, Metz, 1989.

## Sources
- M. René Bour, promotion 1938-1941 sur ac-nancy-metz.fr